# Formazione dell'ippocampo
La formazione dell'ippocampo è una parte del telencefalo, situata nella regione ventromediale di ciascun lobo temporale. È costituita dall'ippocampo propriamente detto, dalla corteccia entorinale, dal subicolo e dal giro dentato.
È anche la zona del sistema nervoso centrale in cui avviene la neurogenesi negli adulti e che dunque è caratterizzata da plasticità cerebrale.

## Circuiti intrinseci
All'interno della formazione dell'ippocampo si realizza un circuito seriale multisinaptico caratteristico. Questo circuito parte dalla corteccia entorinale e si dirige verso i dendriti dei neuroni granulari del giro dentato, tramite assoni che attraversano la scissura dell'ippocampo e sono perciò detti via perforante. I neuroni del giro dentato hanno assoni che si dirigono tramite le fibre muscoidi verso il sottocampo CA3 dell'ippocampo, dove contraggono sinapsi con i dendriti apicali dei neuroni piramidali.
A livello del sottocampo CA3 vi è una biforcazione: una parte degli assoni entra nell'alveo ed esce dall'ippocampo attraverso il fornice; un'altra parte, detta collaterale di Schaffer, si dirige verso il sottocampo CA1, i cui neuroni piramidali inviano afferenze al subicolo e dal subicolo infine di nuovo alla corteccia entorinica.
Il flusso unidirezionale di questo circuito è spezzato solo dalle occasionali sinapsi fra i dendriti apicali dei neuroni di CA3 e CA1, e le fibre della via perforante. Sebbene vi siano anche alcuni interneuroni inibitori GABAergici, il principale neurotrasmettitore usato nella formazione dell'ippocampo è il glutammato, e la presenza massiccia di collegamenti eccitatori spiega la vulnerabilità di questa area dell'encefalo agli attacchi epilettici.
Questo circuito intrinseco, studiato soprattutto nei roditori, ha permesso di verificare il postulato di Hebb, ovvero che i neuroni che emettono contemporaneamente potenziali d'azione rafforzano le reciproche connessioni. Anche il potenziamento a lungo termine è stato studiato soprattutto in questa parte della corteccia cerebrale.

## Connessioni
La formazione dell'ippocampo riceve afferenze da una grande quantità di aree corticali attraverso il subicolo e la corteccia entorinale, o il vicino giro paraippocampale.
La maggior parte delle fibre efferenti dirette a distretti subcorticali hanno origine nel subicolo e nei sottocampi CA3 e CA1 dell'ippocampo, si riuniscono in un sottile fascio detto alveo  ed escono dalla formazione attraverso la fimbria per confluire poi nel fornice, mentre la corteccia entorinale è collegata con il giro paraippocampale, il quale ha estese connessioni con aree temporali, parietali e frontali.